# Punta Sivella
La Punta Sivella (chiamata originariamente con il nome meno conosciuto di Punta Ciciozza) è una montagna alta 2.523 m situata nelle Alpi Pennine tra i comuni di Campertogno e di Rassa. Pur non essendo una montagna molto alta o difficile da raggiungere, la Sivella ha avuto (e ha), soprattutto per i Campertognini, un'importanza simbolica, per l'imponenza con la quale si affaccia sulla Valsesia (è infatti visibile già da Failungo dalla strada statale che porta da Varallo Sesia ad Alagna) e per il fatto che in cima alla vetta sia posta una cappella votiva con un grande crocefisso presso la quale, l'ultima domenica di agosto di ogni anno, viene celebrata una messa.

## Geologia e geomorfologia dell'area
L'intera costiera della Punta Sivella è costituita dalle metamorfiti della Zona Sesia-Lanzo. Questa, a sua volta distinta in Zona dei Micascisti Eclogitici e degli Gneiss Minuti, rappresenta l'unico elemento del Dominio Austroalpino presente nelle Alpi Occidentali e le rocce presenti (micascisti e gneiss minuti eclogitici, con granato, pirosseni sodici, glaucofane, ecc.) con i relitti di alta pressione, testimoniano che rocce di crosta continentale (di pertinenza paleoafricana) sono andate in subduzione. Queste rocce registrano diverse fasi metamorfiche. Infatti oltre alle fasi di alta pressione in facies eclogitica (550-650 °C, 17-21 kbar), si rileva la facies scisti blu (400-500 °C, 8-10 kbar) e un'impronta tardiva in facies scisti verdi (250-350 °C, 3-6 kbar). Le datazioni restituiscono per i Micascisti Eclogitici un'età di 60-70 Ma, mentre per gli Gneiss Minuti di 38 Ma. Questo significa che alla fine del Cretacico queste rocce si trovavano in profondità e si stavano trasformando in Eclogiti; l'età degli Gneiss Minuti (più giovani di circa 30 Ma) è riferita alla fase tardiva di decompressione (scisti verdi).
Di particolare interesse in quest'area sono gli elementi geomorfologici e quaternari. Lungo il percorso che conduce da Campertogno alla Punta Sivella, dapprima (Campertogno-Argnaccia) si risale il ripido pendio modellato dall'azione del ghiacciaio del Sesia; in questo tratto le forme prevalenti sono quelle di esarazione (dossi montonati, scarpate in roccia). Tra l'alpe Argnaccia e l'alpe Cangello le forme del paesaggio sono principalmente costituite da deposito glaciale; infatti lungo questo tratto si superano diversi terrazzi costituiti da depositi subglaciali (nelle aree più pianeggianti) e da depositi di margine glaciale (nelle leggere scarpate). Questi terrazzi identificano la posizione dell'antico fondovalle del Sesia, prima del successivo approfondimento. 
Dalla Sella, si entra in Valle Artogna; da questo punto le forme del paesaggio sono da riferirsi al ghiacciaio d'Artogna, che durante il quaternario ha modellato la valle. Proseguendo per l'alpe Costiole (passando per l'alpe Vasnera) si attraversano depositi di margine glaciale (riferiti agli episodi di massima espansione) e numerosi corpi di frana per crollo, originatisi dal distacco di blocchi dalle pareti in roccia sovrastanti. I depositi gravitativi caratterizzano l'ultimo tratto del percorso (dal Funtanun alla vetta), dove si rileva la presenza di piccole vallette laterali che durante le fasi di massima espansione glaciale hanno ospitato piccoli circhi di ghiacciai secondari.

## Via di ascesa

### Da Campertogno
La Punta Sivella si trova al centro della costiera che divide i comuni di Campertogno e di Rassa, cioè tra la valle Artogna e la val Sassolenda (una valle laterale della val Gronda). Per arrivare in vetta partendo da Campertogno la via più comune, e sicuramente la meglio segnata, è quella che dalla frazione Tetti (o alternativamente per il primo tratto dalla frazione Otra) conduce all'alpe Vasnera passando per gli alpi Argnaccia e Cangello. Da Vasnera si prosegue in piano verso l'alpe Costiole dal quale inizia una ripida salita su un pendio erboso che conduce al Funtanun, sorgente dalla quale sgorga un'acqua particolarmente fresca. 
Da qui si prosegue attraverso facili pietraie e dopo aver risalito un ripido canalino si raggiunge la vetta. Un'altra strada per salire alla punta percorre la valle Artogna (partenza da Otra) fino all'alpe Campo dal quale, salendo a sinistra per una pietraia si raggiunge con qualche difficoltà in più la Sivella. Senza andare fino al Campo, è possibile arrivare alla cima dalla valle Artogna attraverso altre due vie: salendo dalla Casera delle Margherite e raggiungendo la piana di Vasnera per ricongiungersi con la via più comune, oppure percorrendo il vallone del Molinaccio che si trova al di sopra della Casera dei Gatti, l'ultimo alpeggio prima del Campo.

### Da Rassa
Da Rassa, invece, si segue il tracciato della nuova strada carrozzabile che sale in Val Gronda fino al parcheggio antistante alla cappella "dei Riveit" dove, svoltando a destra e seguendo il segnavia 62, si imbocca la mulattiera che in breve conduce alla frazione Piana (1193 m), adagiata in posizione panoramica ed eccezionalmente soleggiata. Dopo aver attraversato l'abitato, sempre seguendo il segnavia 62, un sentiero ben tracciato che si snoda alla sinistra orografica del torrente Sassolenda, superando dapprima il Rio Guarnaschi e, successivamente, il Croso del Vallè, entrambi spesso battuti dalle valanghe durante la stagione invernale, permette di raggiungere l'Alpe Sassolenda (1642 m), ancora frequentata dai pastori. Da questo luogo, il sentiero, sempre segnalato, continua valicando il torrente, prima di cominciare la breve ma decisa salita che si conclude poco prima dei ruderi dell'Alpe Scarpia (1999 m), dove una fonte consente di rifornirsi d'acqua per l'ultima volta lungo questo itinerario. Qui le segnalazioni cessano ed il percorso diviene più impegnativo: si piega a destra, varcando nuovamente il torrente, verso un evidente canalone detritico, risalendolo per una traccia incerta, mirando ad un enorme masso bianco posto a circa un terzo del suo sviluppo. 
Una volta raggiuntolo, si traversa ancora verso destra, inerpicandosi in un secondo canale, meno ampio. Lo si segue interamente, all'inizio per sfasciumi e detriti, poi, dal punto in cui esso diviene più stretto e ripido, su erba (cautela se bagnato oppure in discesa), preferibilmente poggiando sul suo lato destro. Salendo, la pendenza si attenua, finché non si perviene ad un dosso erboso, chiamato dai pastori "Ciciozza bella", dove si incontrano le rovine di un minuscolo ricovero in pietra. Da qui, la cresta sommitale, che funge da spartiacque dividendo la Val Sassolenda e la Valle Artogna, è raggiungibile in più punti, sia risalendo il pendio erboso mirando direttamente alla ben visibile selletta, massima depressione tra la Corna Rossa e la Punta Sivella (consigliato), oppure, dopo aver seguito per pochi passi la via precedente, traversando orizzontalmente fino ad afferrare un marcato canale di pietrame per ascendervi più direttamente. La si segue per il facile filo con qualche saliscendi fino alla vetta della Punta Sivella (2523 m). Svolgendosi in larga parte su tracce di sentiero, canalini e ripidi pendii erbosi, l'ascensione della Punta Sivella da Rassa, pur rappresentando una delle vie più dirette alla cima, è riservata a coloro che possiedono un'adeguata esperienza di montagna su questi tipi di terreno.

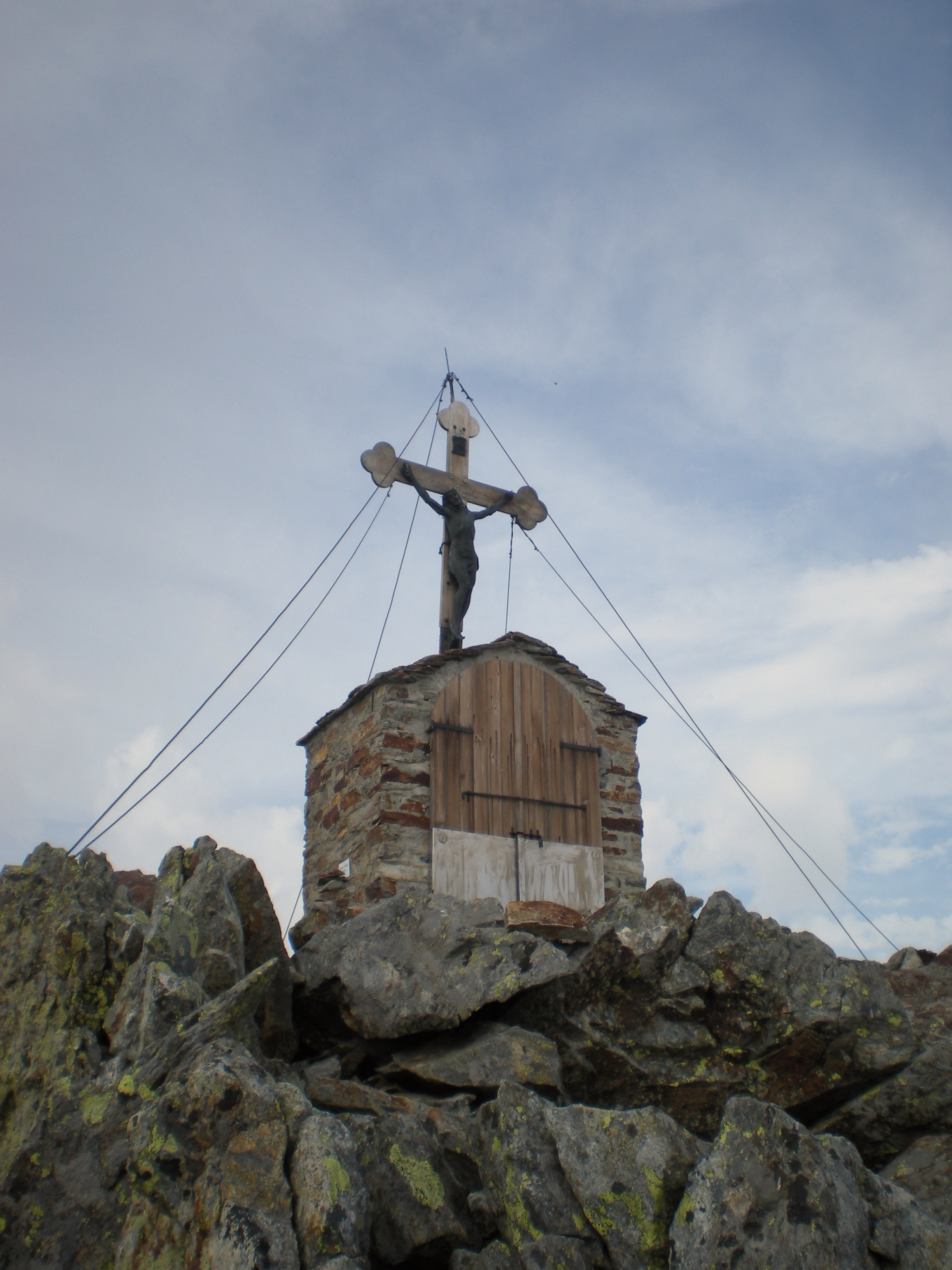
La cappelletta sulla cima della Sivella

## Storia del crocefisso e della cappella
Per iniziativa dell'arciprete don C. A. Cortellini il 2 settembre 1939 viene posta sulla vetta una croce di ferro, il 6 agosto 1940 viene portato sulla punta il crocifisso di bronzo dal peso di 99 kg, fuso a Milano. Il 2 settembre 1940 viene posta una targa commemorativa sulla cima donata dal Conte Rinaldo Gianoli, che aveva contribuito finanziariamente per la fusione del crocifisso. Nell'agosto del 1942 le donne e i ragazzi di Campertogno costruiscono la cappelletta ai piedi del Crocefisso.
Nei cinque anni successivi al '40 i pellegrinaggi (due all'anno, il 6 agosto e il 2 settembre) furono molto partecipati, furono contate sulla cima anche 200 persone. Attualmente viene celebrata una Messa l'ultima domenica di agosto di ogni anno, l'evento è ancora molto sentito dalla popolazione locale.

## Tradizioni
- Dentro la cappelletta posta in cima alla Sivella è facile trovare una o più bottiglie di grappa, per riscaldarsi se fa freddo, lasciate lì da chi passa per quel luogo.
- Prima di iniziare la messa l'ultima domenica di agosto, il parroco di Campertogno recita sempre il Salmo 103.
- Dopo la messa si tiene comunemente, anche a quell'altezza, un piccolo incanto delle offerte.

## Galleria d'immagini del panorama

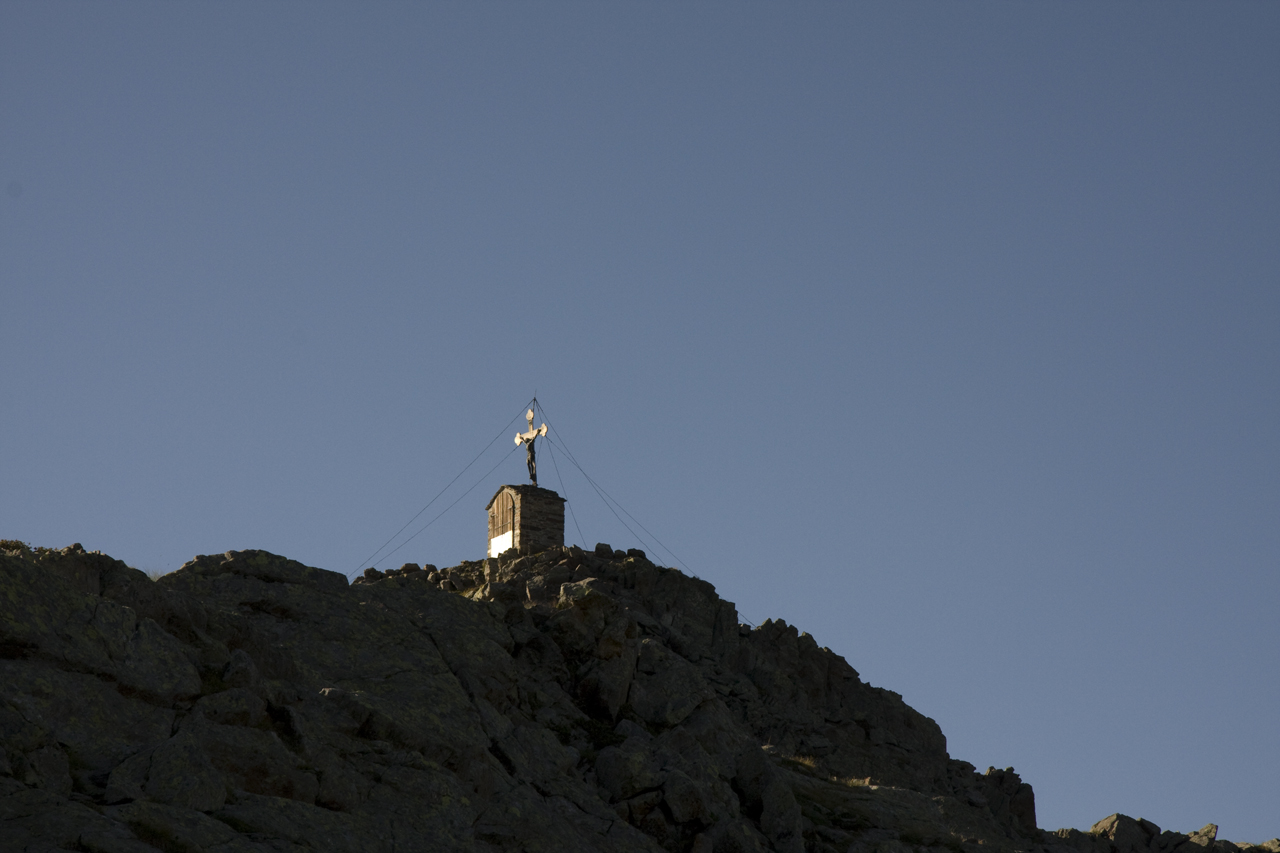
Arrivando sulla punta
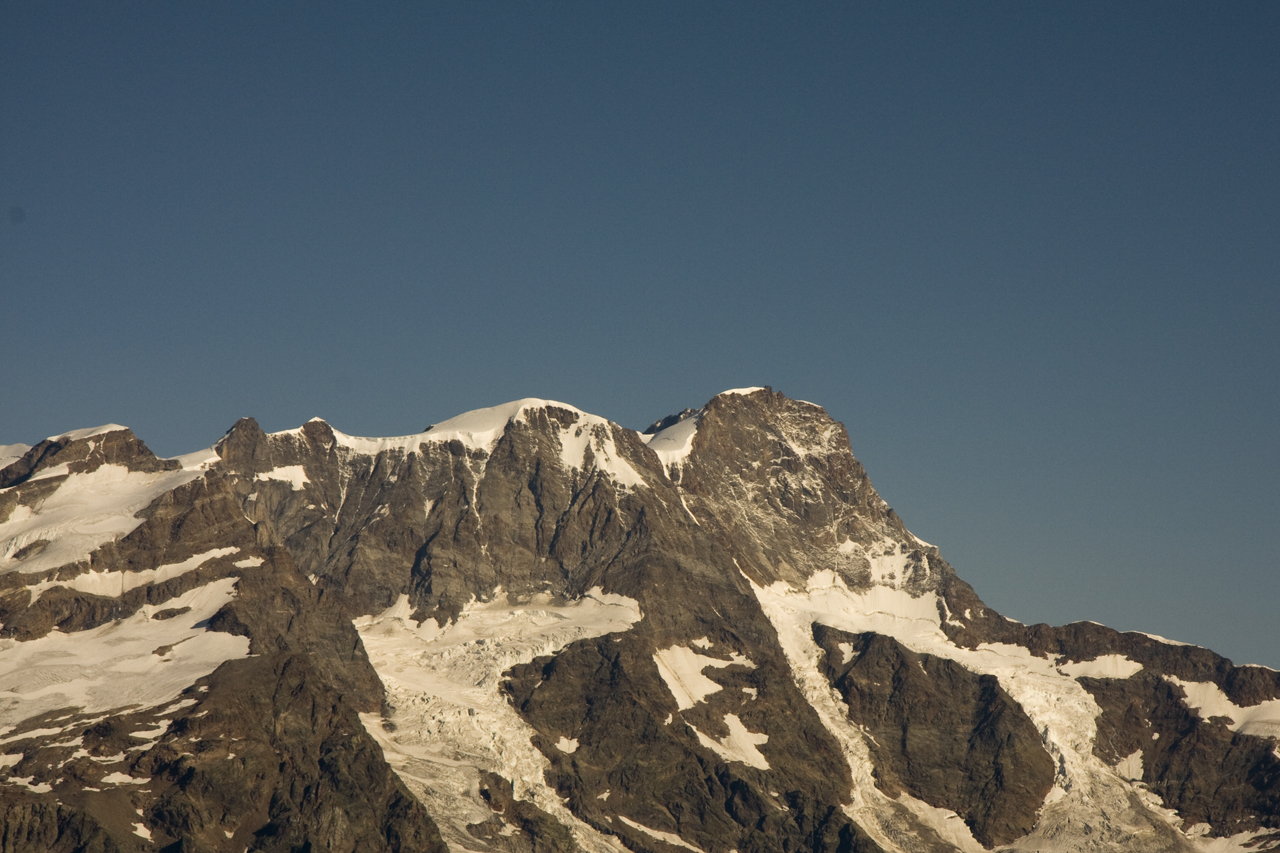
Monte Rosa (particolare)
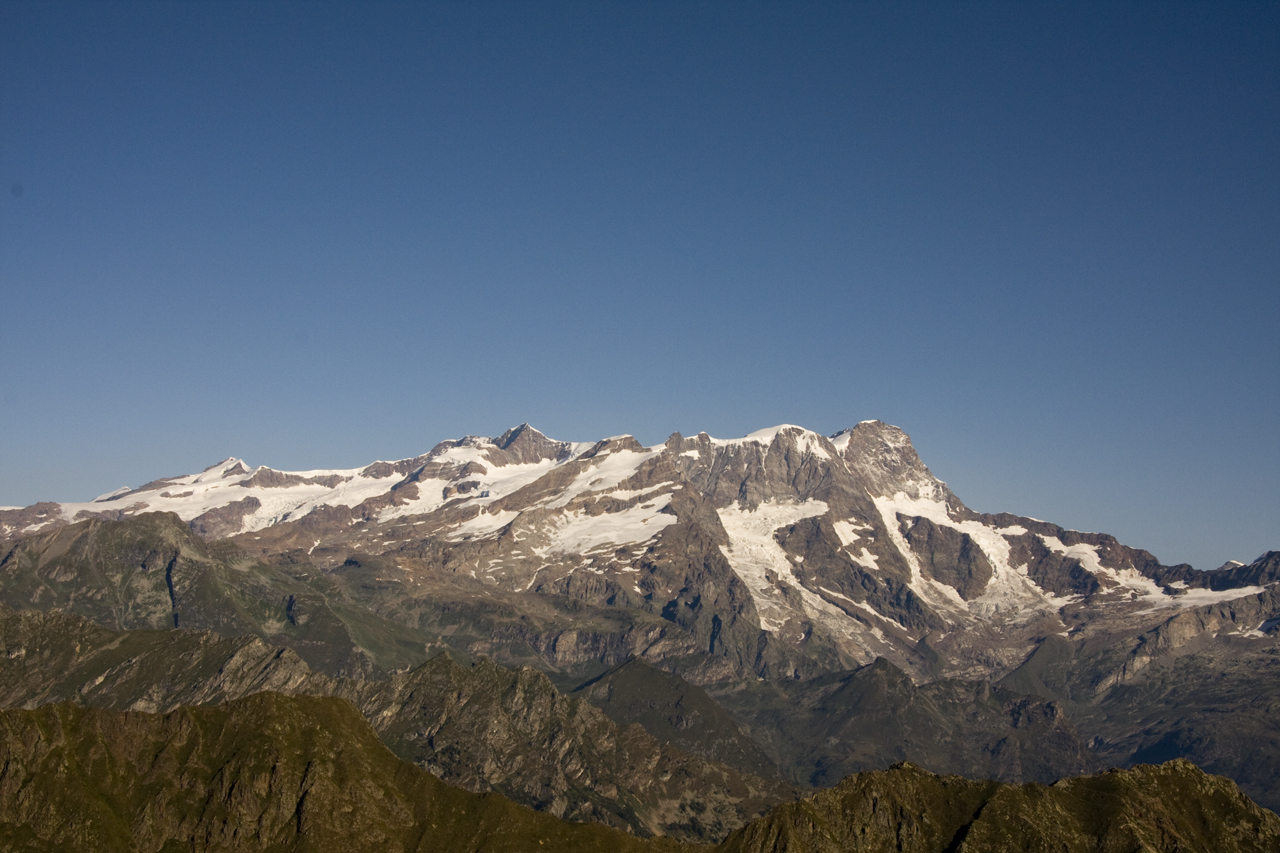
Veduta del Monte Rosa
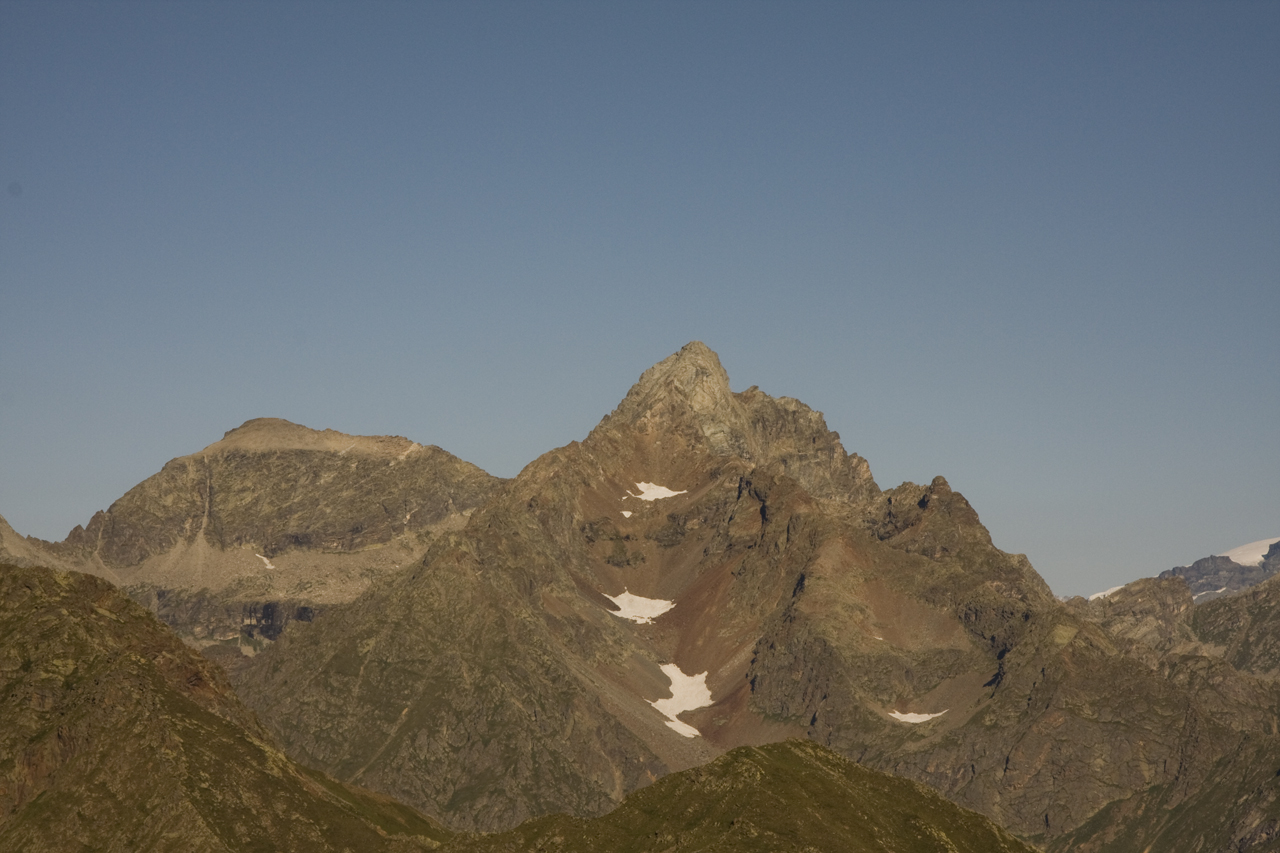
Corno Bianco
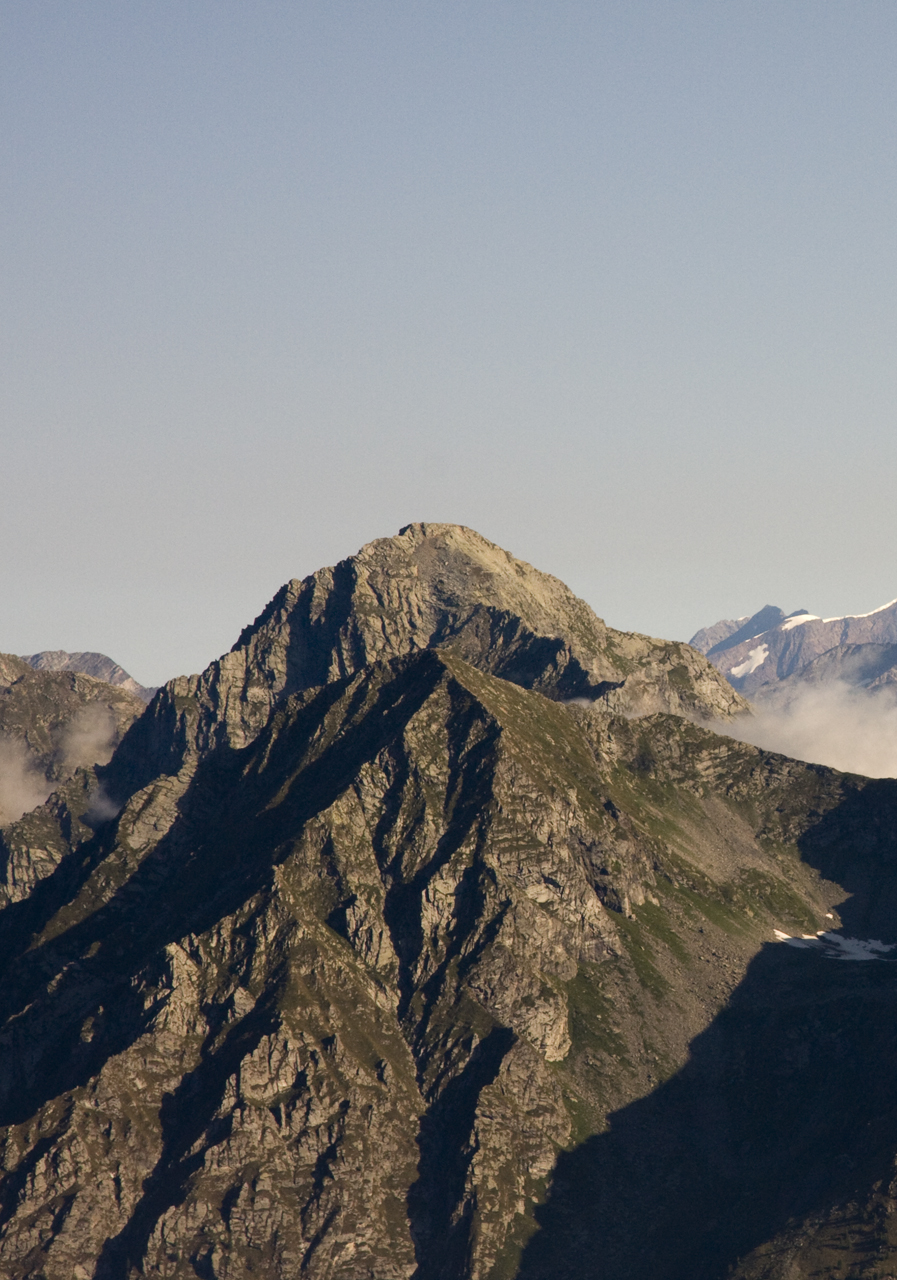
Monte Tagliaferro
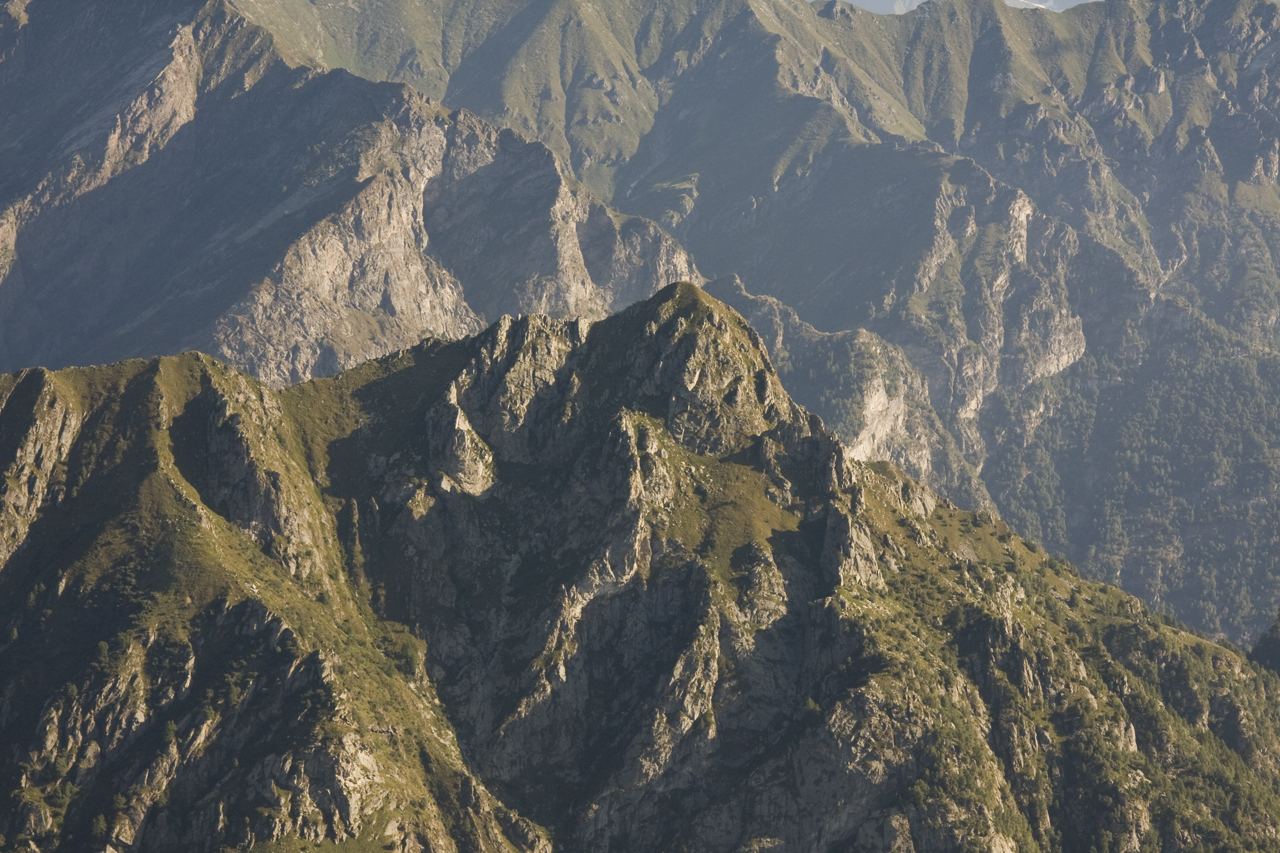
La Cona
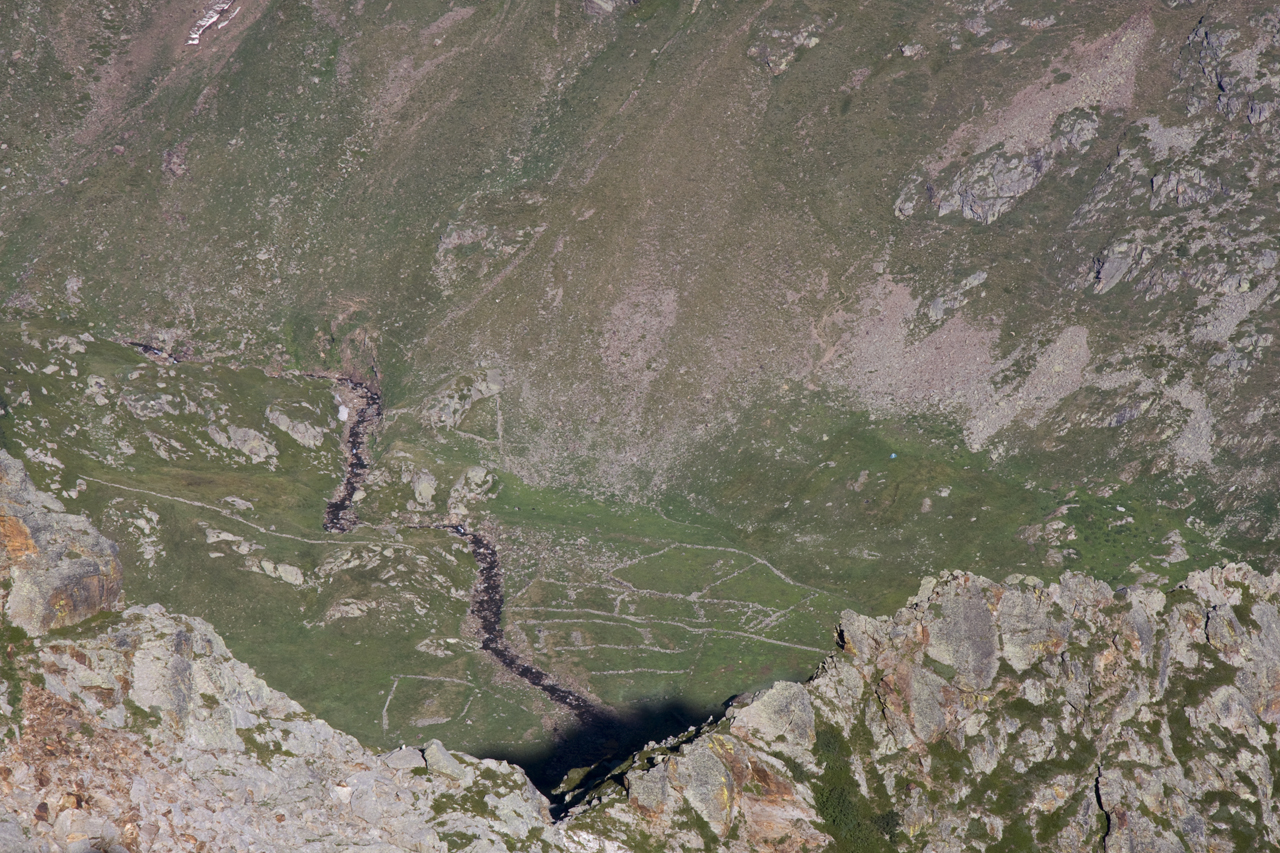
Il Pianoro del Campo
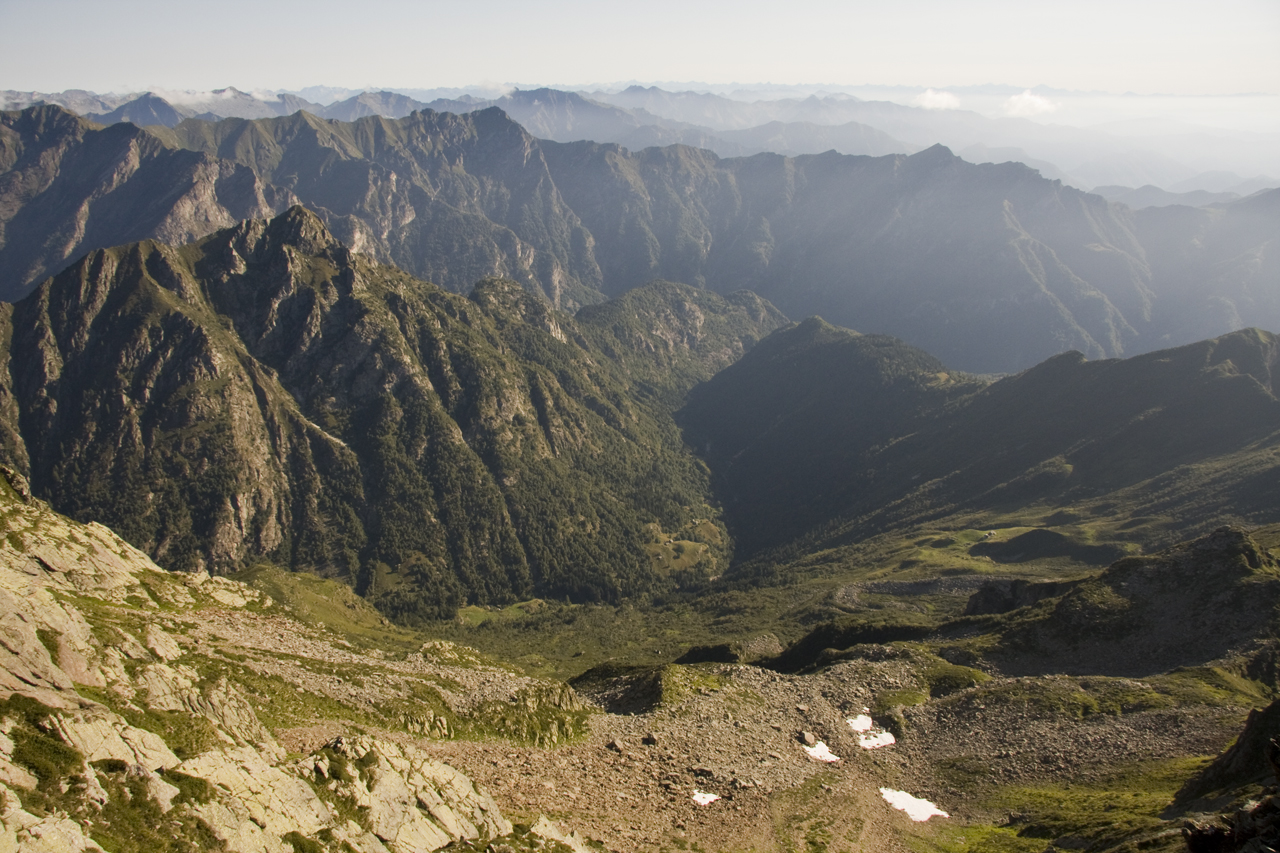
Vista sulla bassa Valle Artogna
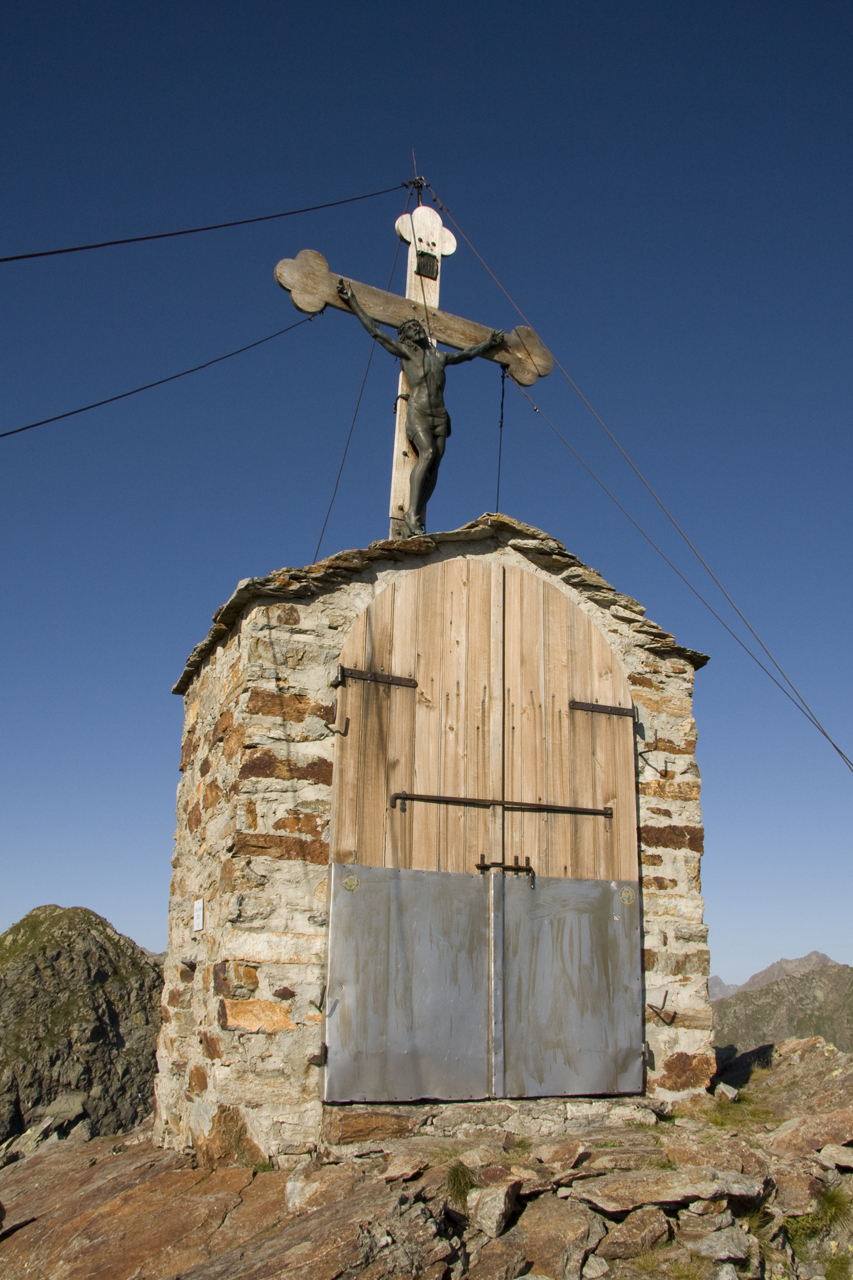
Primo piano della cappelletta
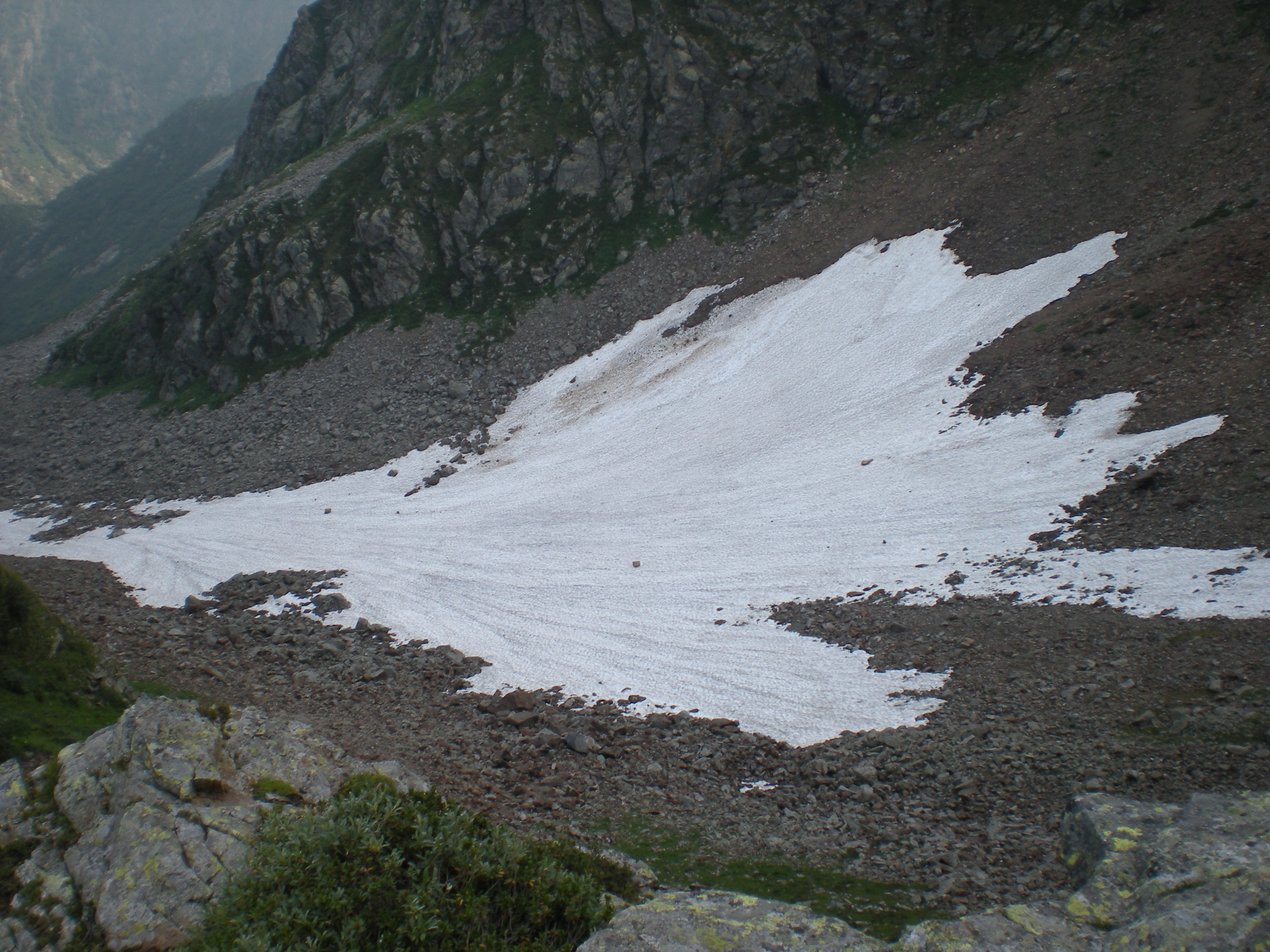
Il vallone del Molinaccio
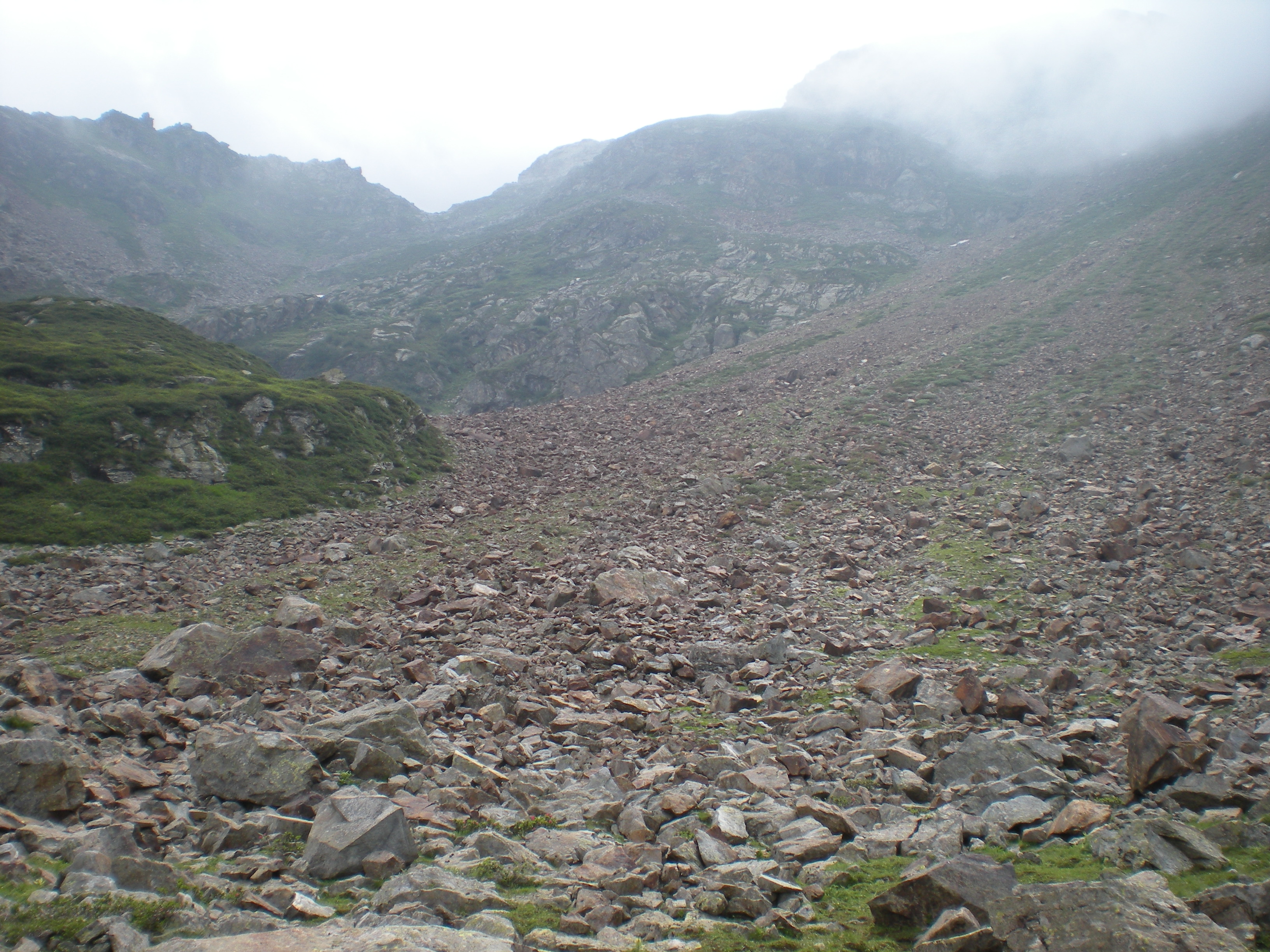
La pietraia sopra al Campo
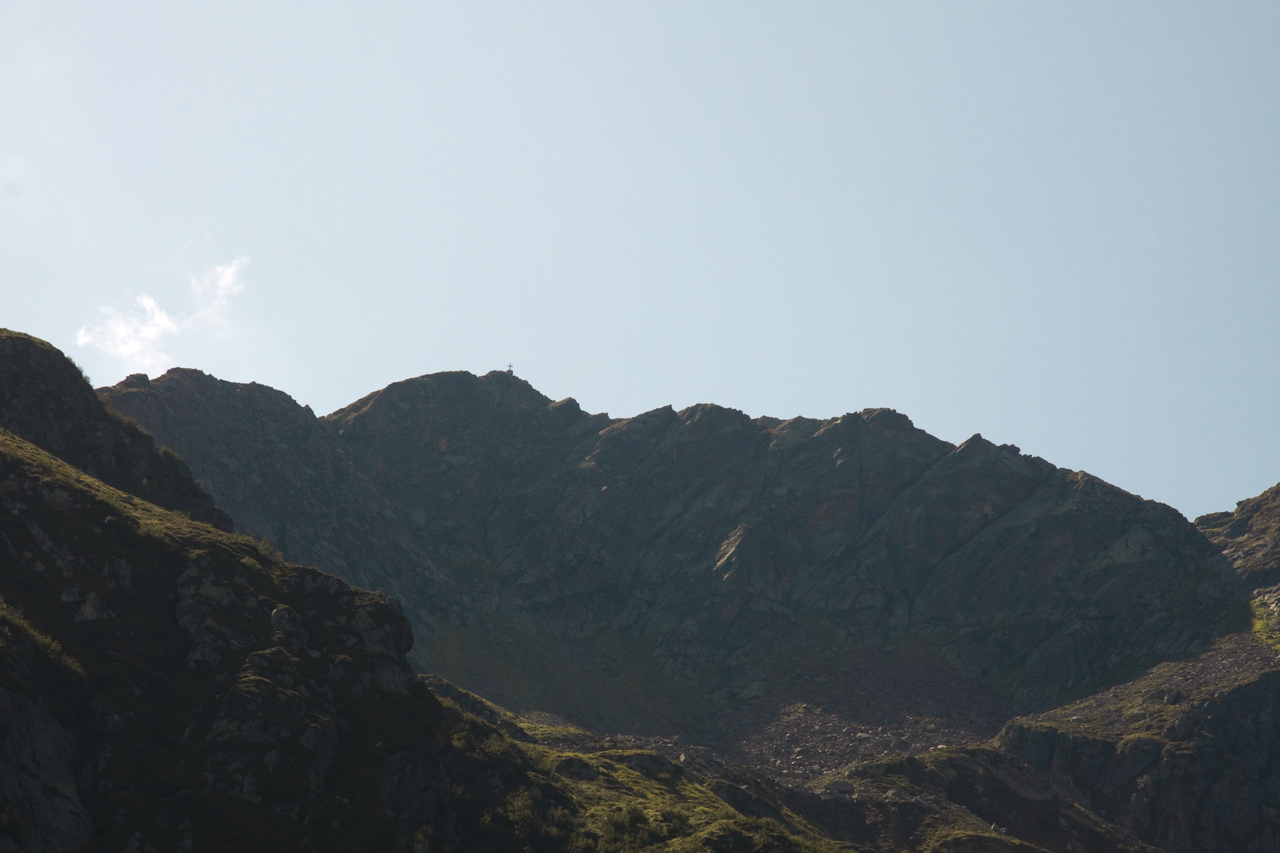
La vetta vista dall'alpe Vasnera